# 通化東寶藥業

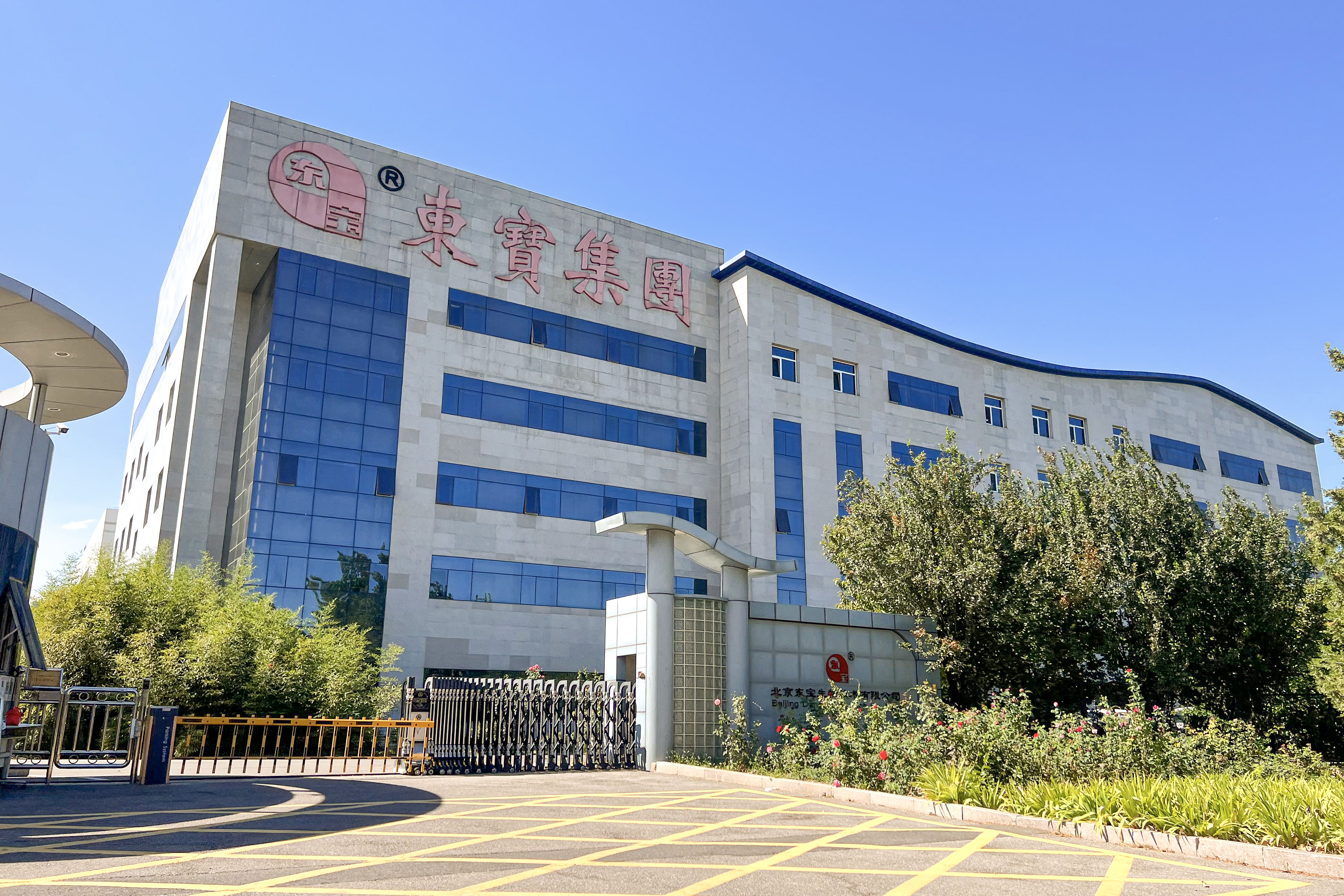
位于北京经济技术开发区的北京东宝生物技术有限公司，为通化东宝的子公司

通化東寶藥業股份有限公司，簡稱為「通化東寶」（上交所：600867）。
1984年，由民營企業家李一奎創立位於吉林省通化市白山滋补品厂，1992年，开始进行股份化改组。
1994年，正式在上海证券交易所A股上市交易。目前產品是用於注射的胰岛素、膠囊等，主要銷售給全球國家。除此之外，還涉足建築材料業務，通化東寶環保建材股份有限公司便是其中本集團比重最小業務。
本公司屬於東寶實業集團核心公司之一。